# Chevrolet LUV
Der Chevrolet LUV (LUV=Light Utility Vehicle) war ein Pick-up, der auf dem Isuzu Faster beruhte. Der Verkauf begann in den USA im März 1972 als Antwort auf den Toyota Hilux, den Pick-up von Datsun und den bei Mazda gefertigten Ford Courier. Auch in Australien wurde das Modell angeboten, ab 1977 jedoch als Isuzu KB vermarktet und 1980 durch den Holden Rodeo ersetzt. In Ägypten wurde das Fahrzeug auch als Chevrolet T-Serie angeboten. Ab 1983 ersetzte die Chevrolet S10 den LUV.

## Produktion
Der LUV hat ein übliches LKW-Fahrgestell mit Leiterrahmen, Blattfedern und angetriebener Starrachse hinten. Vorne waren die Räder einzeln an A-Armen aufgehängt. Wie seine Konkurrenten hatte der LUV einen Radstand von 2601 mm und eine Pritschenlänge von 1829 mm. Einzig verfügbare Antriebsquelle war 1,8 Liter-Vierzylinder-Reihenmotor mit einer obenliegenden Nockenwelle (SOHC), der eine Leistung von 75 bhp (55 kW) entwickelte.
1974 wurde das Äußere des LUV leicht überarbeitet, aber das erste Facelift kam erst 1976. In diesem Jahr gab es ein dreistufiges Automatikgetriebe und Scheibenbremsen vorne. Ab 1977 gab es Motoren mit bis zu 80 bhp (59 kW) Leistung und die Verkaufszahlen stiegen. 1978 gab es eine weitere Überarbeitung des äußeren Erscheinungsbildes und eine Pritsche mit 2286 mm Länge, wobei der sich Radstand auf 2995 mm vergrößerte. In diesem Jahr wurden 71.145 LUV verkauft.
Für die ab 1979 verfügbare Allradversion interessierte sich auch das Motor Trend–Magazin und machte den LUV zum zweiten Truck des Jahres. Die Verkaufszahlen erreichten ihren höchsten Stand bei 100.192 Stück.
1981 wurde der Pick-up erneut überarbeitet, der Radstand wurde auf 2626 mm vergrößert. Der bis dahin angebotene Benzinmotor war weiterhin erhältlich, aber es gab zusätzlich einen Dieselmotor von Isuzu mit 58 bhp (43 kW) Leistung bei 4300 min−1 und einem Drehmoment von 125 Nm bei 2200 min−1. Dieser neue Motor verlieh dem LUV mit Hinterradantrieb einen Kraftstoffverbrauch von 8,7 l/100 km in der Stadt und 6,5 l/100 km auf der Landstraße, was ihn zu einem der sparsamsten je gebauten Pick-ups machte. Diese Maschine ist auch für ihre Zuverlässigkeit bekannt; viele der Pick-ups erreichten 800.000 km, bevor eine grundlegende Überholung notwendig war.
Chevrolet stellte den Verkauf des LUV 1983 zu Gunsten des neuen Modells S10 ein.

## Produktion in Südamerika als Chevrolet LUV

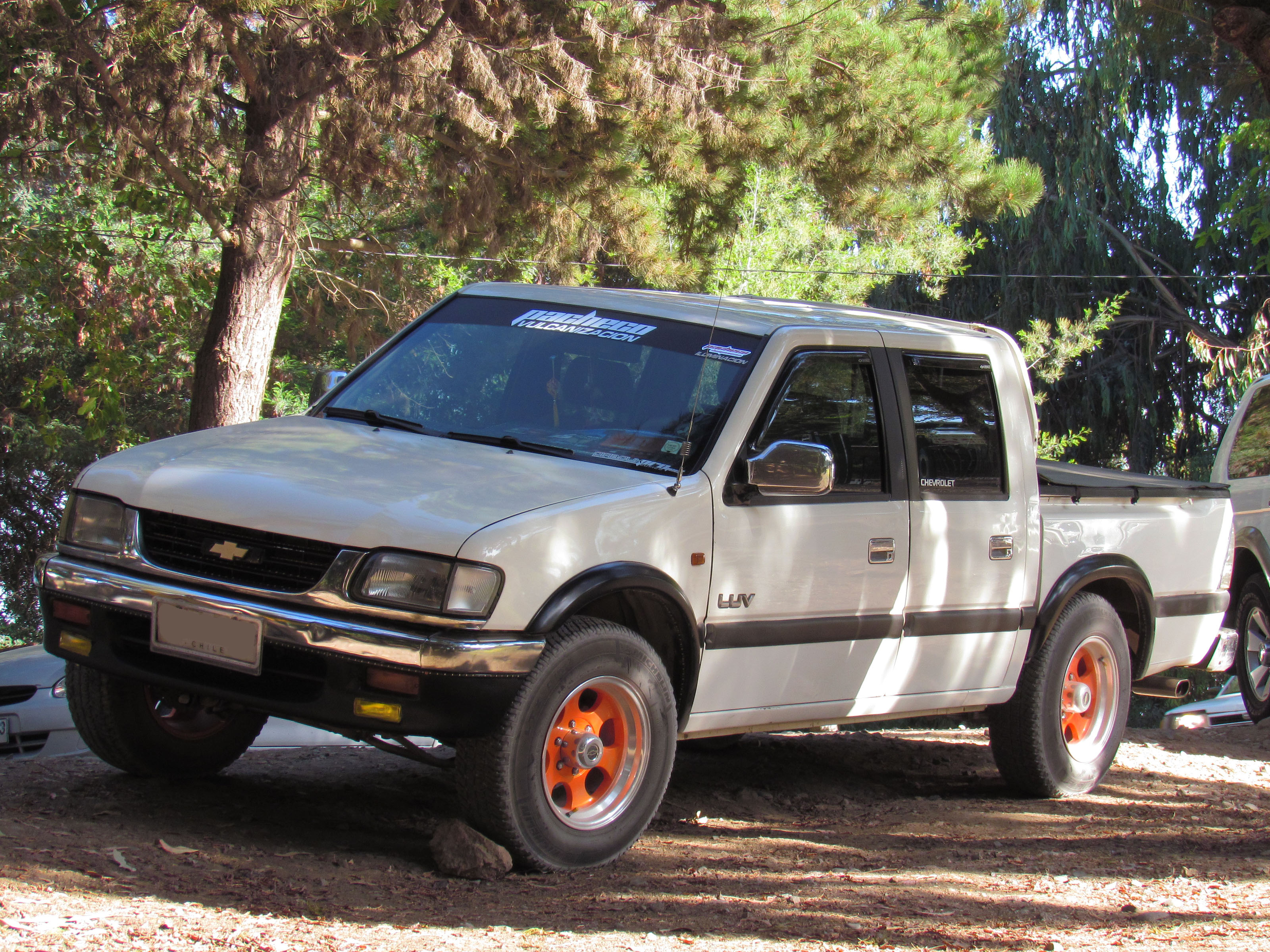
Chevrolet LUV aus chilenischer Produktion, Baujahr 1998

Der Isuzu-Pick-up Isuzu Faster wurde von 1980 bis zum Oktober 2005 auch in Chile aus japanischen CKD-Sätzen im Chevrolet-Werk in Arica zusammengebaut. Zunächst wurden die Versionen K-26 und K-28 gefertigt. 1988 kam der Isuzu TF der aus 40 % örtlich gefertigten Teilen montiert und ab 1993 erfolgreich nach Bolivien, Peru, Argentinien, Mexiko, Paraguay, Uruguay, Kolumbien und Venezuela exportiert wurde. Insgesamt wurden mehr als 220.000 Stück hergestellt.
Ab Ende 1980 wurden die Wagen in Bogotá in Kolumbien von Colmotores gebaut. Dies bedeutete, dass der Pick-up in den kolumbianischen Markt eingeführt wurde, und zwar mit 1,6 Liter-Vierzylinder-Reihenmotor mit 80 bhp (59 kW) und einer Tonne Nutzlast.
1999 lieferte Thai Rung Union Car in Thailand Karosserieteile ihres Grand Adventure-Modells an das Chevrolet-Werk in Arica, um dort den LUV Kombi und den Grand LUV fertigen zu lassen, was allerdings mit wenig Erfolg geschah.

## Kritikpunkte
Die LUV hatten einen zuverlässigen und gut funktionierenden Antriebsstrang (wenn sie auch etwas untermotorisiert wirkten), aber es gab ernsthafte Probleme mit dem Rost. In den letzten Produktionsjahren fand man fast bei der Hälfte der auf dem Seeweg aus Südamerika in die USA importierten LUV schon bei der Ankunft durch Salzwassereinwirkung angerostete Rahmen. Es ist nicht unüblich, dass ein viel gefahrener LUV zwar einen gut funktionierenden Antriebsstrang besitzt, sein Rahmen aber durch Rosteinwirkung gebrochen ist.

## Heute
Im Jahr 2005 ersetzte der Isuzu D-Max auf allen Märkten die LUV Modelle. Jedoch wird der Name LUV immer noch für eine Version des Isuzu D-Max verwendet. Die irakische Regierung kaufte etliche LUV zusammen mit verschiedenen anderen Fahrzeugen für den Einsatz bei der Orts- und Staatspolizei.